# 片瀬桃
片瀬 桃（かたせ もも、1994年8月6日 - ）は、日本のグラビアアイドルである。本名・旧芸名、新野 百恵。
埼玉県出身。ベストワンプロ所属。特技は体操。

## 出演

### DVD（単独）
1. 「ももえたん」（2008年4月25日、DREAM WORK）
2. 「もっとももえたん」（2008年4月25日、DREAM WORK）
3. 「はじめてのももいろ」（2008年7月25日、すきっぷ）
4. 「ジャスミンガール　ももえたん」（2008年9月2日、氏言葉）
5. 「にかいめのももいろ」（2008年11月25日、すきっぷ）
6. 「Opus Preacius Vol.1」（2008年12月26日、オーパスプレシャス）
7. 「Opus Preacius Vol.3」（2009年2月6日、オーパスプレシャス）
8. 「Opus Preacius Vol.7」（2009年2月6日、オーパスプレシャス）
9. 「ジャスミンガール　ももえたんII」（2009年2月10日、氏言葉）
10. 「Opus Preacius Vol.12」（2009年4月10日、オーパスプレシャス）
11. 「Opus Preacius Vol.13」（2009年4月10日、オーパスプレシャス）
12. 「セント・ラファエル Vol.1」（2009年7月30日、セント・ラファエル）
13. 「セント・ラファエル Vol.2」（2009年7月30日、セント・ラファエル）
14. 「セント・ラファエル Vol.3」（2009年7月30日、セント・ラファエル）
15. 「セント・ラファエル Vol.19」（2009年11月5日、セント・ラファエル）
16. 「セント・ラファエル Vol.20」（2009年11月5日、セント・ラファエル）
17. 「セント・ラファエル Vol.21」（2009年11月25日、セント・ラファエル）
18. 「セント・ラファエル Vol.22」（2009年11月25日、セント・ラファエル）
19. 「セント・ラファエル Vol.25」（2009年12月5日、セント・ラファエル）
20. 「セント・ラファエル Vol.26」（2009年12月5日、セント・ラファエル）
21. 「セント・ラファエル Vol.29」（2009年12月30日、セント・ラファエル）
22. 「セント・ラファエル Vol.30」（2009年12月30日、セント・ラファエル）
23. 「キラメキTeen's Girl ジュニアアイドルVIPセレクト」（2010年1月7日、スパークビジョン）
24. 「セント・ラファエル Vol.32」（2010年1月10日、セント・ラファエル）
25. 「セント・ラファエル Vol.33」（2010年1月20日、セント・ラファエル）
26. 「セント・ラファエル Vol.34」（2010年1月20日、セント・ラファエル）
27. 「セント・ラファエル Vol.35」（2010年2月10日、セント・ラファエル）
28. 「セント・ラファエル Vol.36」（2010年2月10日、セント・ラファエル）
29. 「Opus Preacius Vol.27」（2010年2月25日、オーパスプレシャス）
30. 「FOREST OF ANGEL Vol.1」（2010年5月26日、フォレストオブエンジェル）
31. 「FOREST OF ANGEL Vol.3」（2010年6月26日、フォレストオブエンジェル）
32. 「Opus Preacius Vol.30」（2010年7月5日、オーパスプレシャス）
33. 「FOREST OF ANGEL Vol.6」（2010年7月26日、フォレストオブエンジェル）
34. 「FOREST OF ANGEL Vol.9」（2010年8月26日、フォレストオブエンジェル）
35. 「もももも Vol.1 ももえたん」（2010年10月22日、パンテオンラブ）
36. 「FOREST OF ANGEL Vol.13 ももえたん」（2010年11月16日、フォレストオブエンジェル）
37. 「もももも Vol.6 ももえたん」（2010年12月24日、パンテオンラブ）
38. 「Opus Preacius Vol.32」（2011年1月1日、オーパスプレシャス）
39. 「もももも Vol.11 ももえたん」（2011年2月25日、パンテオンラブ）
40. 「もももも Vol.15 ももえたん」（2011年3月25日、パンテオンラブ）
41. 「もももも Vol.18 ももえたん」（2011年4月27日、パンテオンラブ）
42. 「ももえたん！」（2011年5月26日、いちご革命）
43. 「もももも Vol.20 ももえたん」（2011年5月30日、パンテオンラブ）
44. 「もももも Vol.25 ももえたん」（2011年6月28日、パンテオンラブ）
45. 「もももも Vol.29 ももえたん」（2011年7月20日、パンテオンラブ）
46. 「もももも Vol.33 ももえたん」（2011年8月30日、パンテオンラブ）
47. 「Opus Preacius Vol.37」（2012年7月23日、オーパスプレシャス）
48. 「もももも Vol.86 ももえたん」（2012年12月25日、パンテオンラブ）
49. 「もももも Vol.88 ももえたん」（2013年2月27日、パンテオンラブ）

### Blu-ray
1. 「FOREST OF ANGEL Vol.5」（2010年9月26日、フォレストオブエンジェル）
2. 「はるいろのおひさまブルーレイ Vol.3 ももえたん」（2012年8月20日）

### DVD（合作）
1. 「はじめてのももえたん!」（2008年10月24日、トライアングルフォース）
2. 「にかいめのももえたん」（2009年3月28日、トライアングルフォース）
3. 「さんかいめのももえたん」（2009年6月、トライアングルフォース）

### 雑誌
- 「萌ぎたてすきっぷじゅにあ」（2008年5月27日、トライアングルフォース）

### その他
- 忍者旋風ONIGIRI（2008年、エミューエンタテイメント） - オニギリキッズ 役